# Daphné (faubourg d'Antioche)
Pour les articles homonymes, voir Daphné.

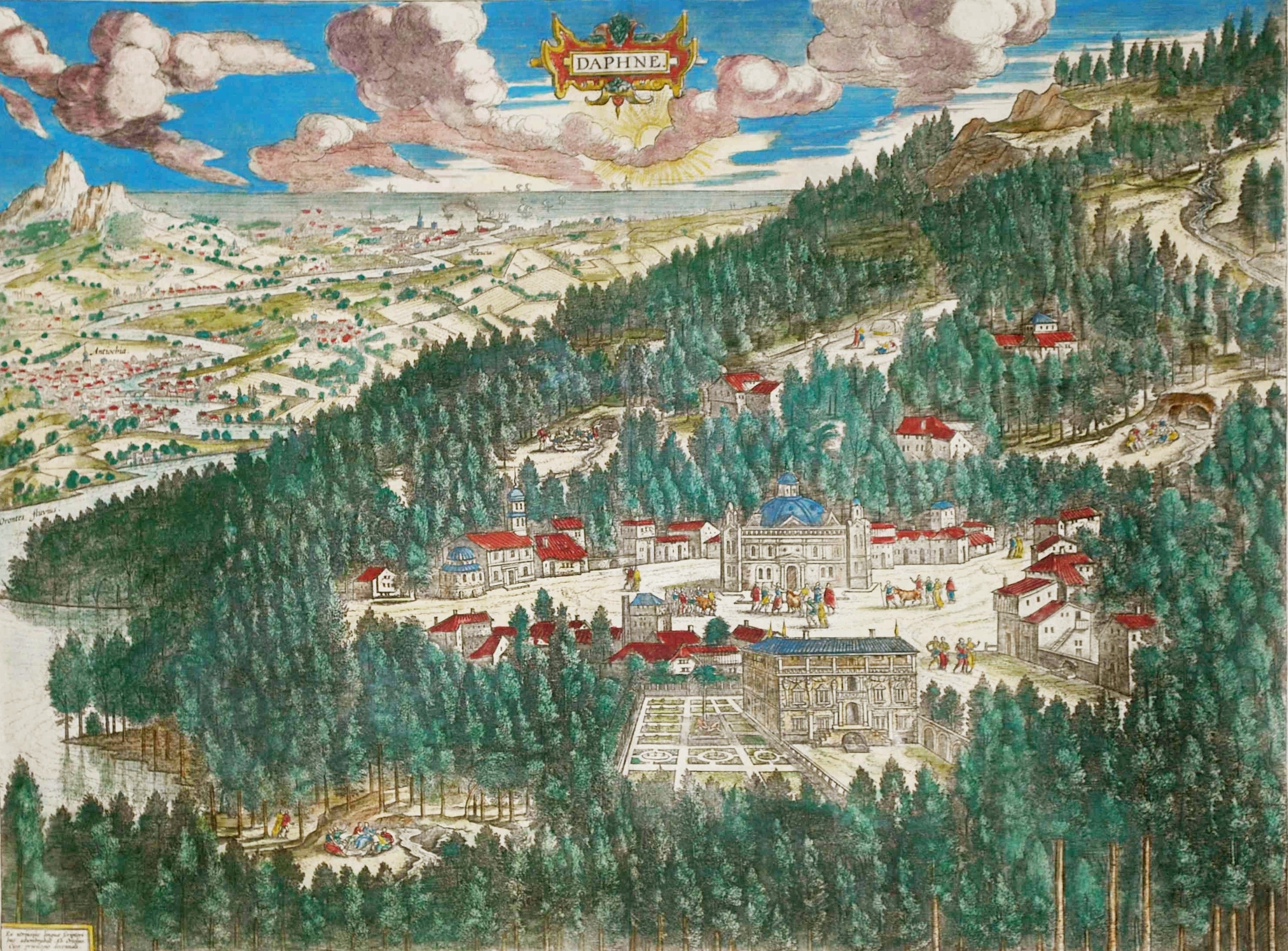
Daphné près d'Antioche, carte d'Abraham Ortelius, v. 1570.

Daphné (en grec : Δάφνη / Dáphnē) ou Daphnè est une localité antique de Syrie, située à 7 kilomètres (40 stades) au sud d'Antioche dont elle constituait un faubourg résidentiel pour gens aisés. La métropole était parfois appelée « Antioche près de Daphné » ou « Antioche-lez-Daphné » (Ἀντιόχεια ἡ ἐπὶ Δάφνῃ) pour la distinguer des autres villes du même nom. L'actuelle ville turque d'Harbiye, près d'Hatay, occupe le site.
Daphné était située sur un plateau dominant la plaine d'une centaine de mètres, où la chaleur était moins étouffante l'été et où on trouvait de nombreuses sources, et une cascade, permettant une végétation verdoyante. Le site fut occupé dès la fondation d'Antioche par les Séleucides. Séleucos Ier y fit construire un temple d'Apollon (le Daphneion) abritant une célèbre statue du dieu sculptée à sa demande par Bryaxis. Ce sanctuaire acquit une grande renommée dans le monde hellénistique. Plus tard[Quand ?], on construisit aussi sur le site des temples consacrés à Aphrodite, Artémis, Isis et Zeus Olympien. Les sources étaient consacrées aux nymphes (l'une d'elles à Castalie, une autre à Pallas), et une grotte à Hécate. Après sa déposition, le grand prêtre du Temple de Jérusalem Onias III s'y réfugie avant d'y être assassiné vers la fin 171/début 170 av. J.-C.. En 166 av. J.-C., le roi séleucide Antiochos IV organise à Daphné une parade militaire de 41 000 fantassins, 4 500 cavaliers et 36 ou 42 éléphants. Cette parade est organisée comme un prélude à une expédition vers les satrapies orientales de l'empire.
Antiochos IV y fit construire un stade, où un concours isolympique fut établi en l'an 41 et célébré tous les quatre ans jusqu'en 516. Des représentations théâtrales et des concours musicaux et poétiques eurent lieu dès l'époque des Séleucides. Un grand théâtre fut construit à l'initiative de l'empereur Titus grâce au pillage de Jérusalem. Selon Jean Malalas, Hadrien aménagea une sorte de château d'eau monumental appelé le « théâtre des sources de Daphné ». Mais le lieu était surtout célèbre pour les nombreuses villas luxueuses qui y furent construites au cours des siècles, et dont subsistent d'importantes mosaïques.
En 351, le césar Constantius Gallus fit bâtir devant le temple d'Apollon, qui tombait alors en ruine, une église consacrée à saint Babylas, où il fit placer ses reliques. Mais en 362, son frère l'empereur Julien fit restaurer le temple païen et dégager la source des oracles ; comme il ne recevait pas de réponse, il en conclut que la proximité du saint chrétien contrariait le dieu ; il fit exhumer les reliques de Babylas et les renvoya là où elles étaient primitivement enterrées. Mais quelques jours après, le 22 octobre, un incendie éclata dans le temple, détruisant le toit et la statue du dieu : les chrétiens (Jean Chrysostome) prétendirent que la cause en était un éclair tombé du ciel ; l'empereur accusa les chrétiens et ordonna la fermeture de la cathédrale d'Antioche et le déclenchement d'une enquête, durant laquelle la torture fut pratiquée . Mais Julien mourut peu après et le temple d'Apollon, complètement ruiné, ne fut jamais restauré.
Daphné fut entièrement détruite par l'armée de Khosrô Ier en 540. Partiellement reconstruite, elle perdit toute importance après la conquête arabe du VIIe siècle. Quelques églises furent encore restaurées après la reconquête byzantine de 969, mais le site fut abandonné peu après. Le théâtre est encore partiellement debout.

Images de Daphné
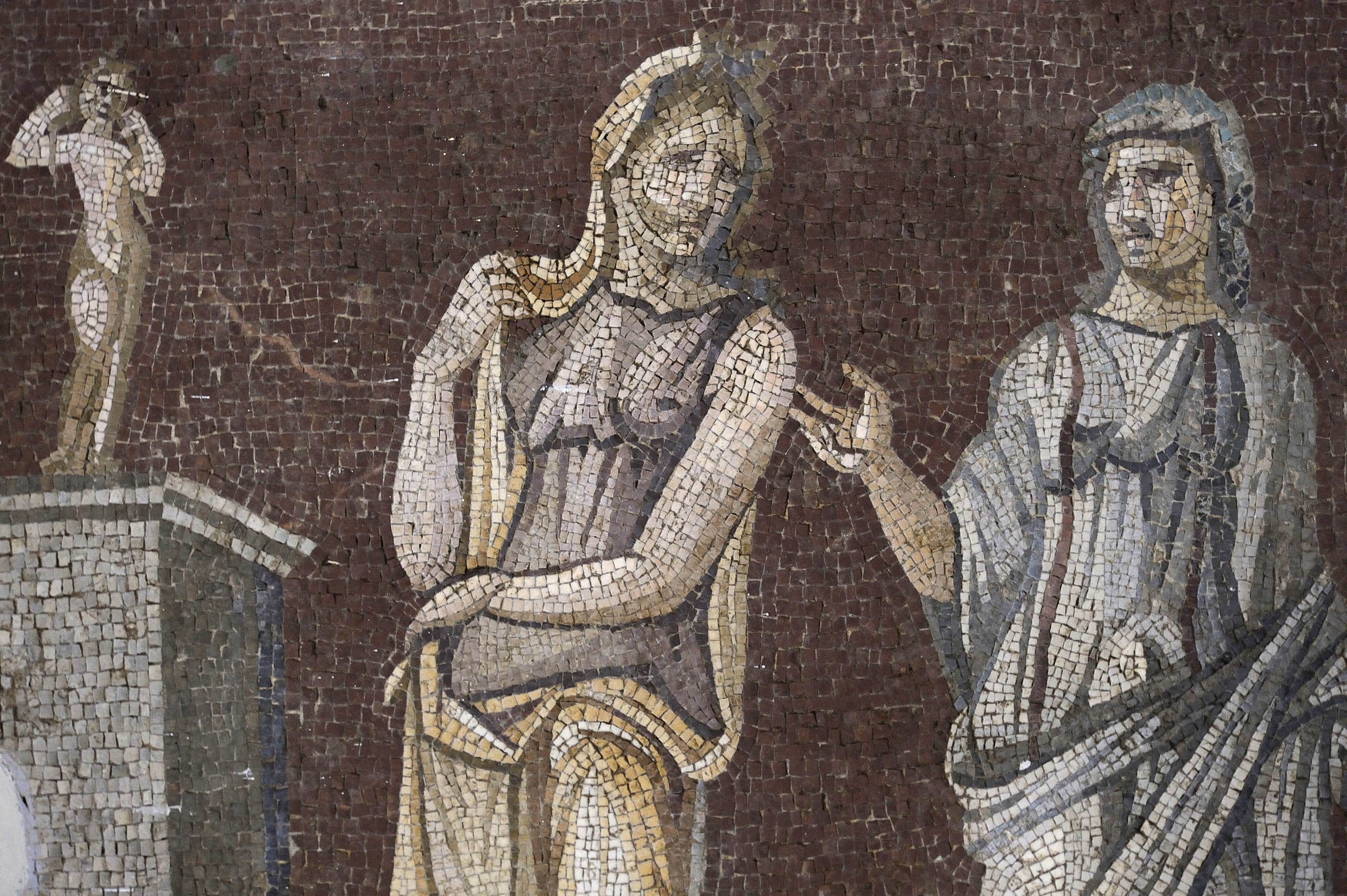
Hippolyte fils de Thésée avec Phèdre, mosaïque des Quatre Saisons, musée d'Antakya, IIe siècle.
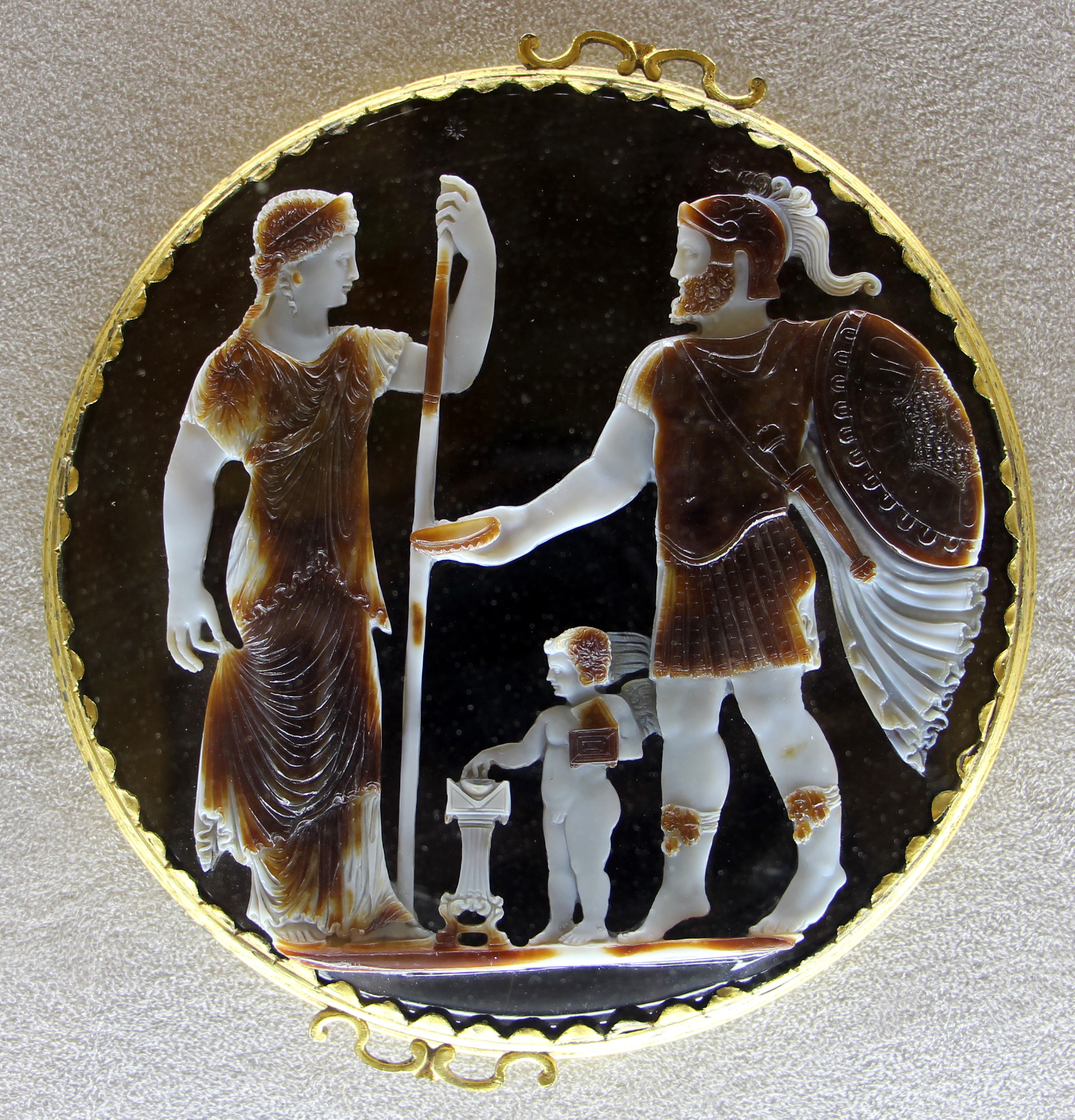
L'empereur Julien sacrifiant, camée du musée de Florence, IVe siècle.
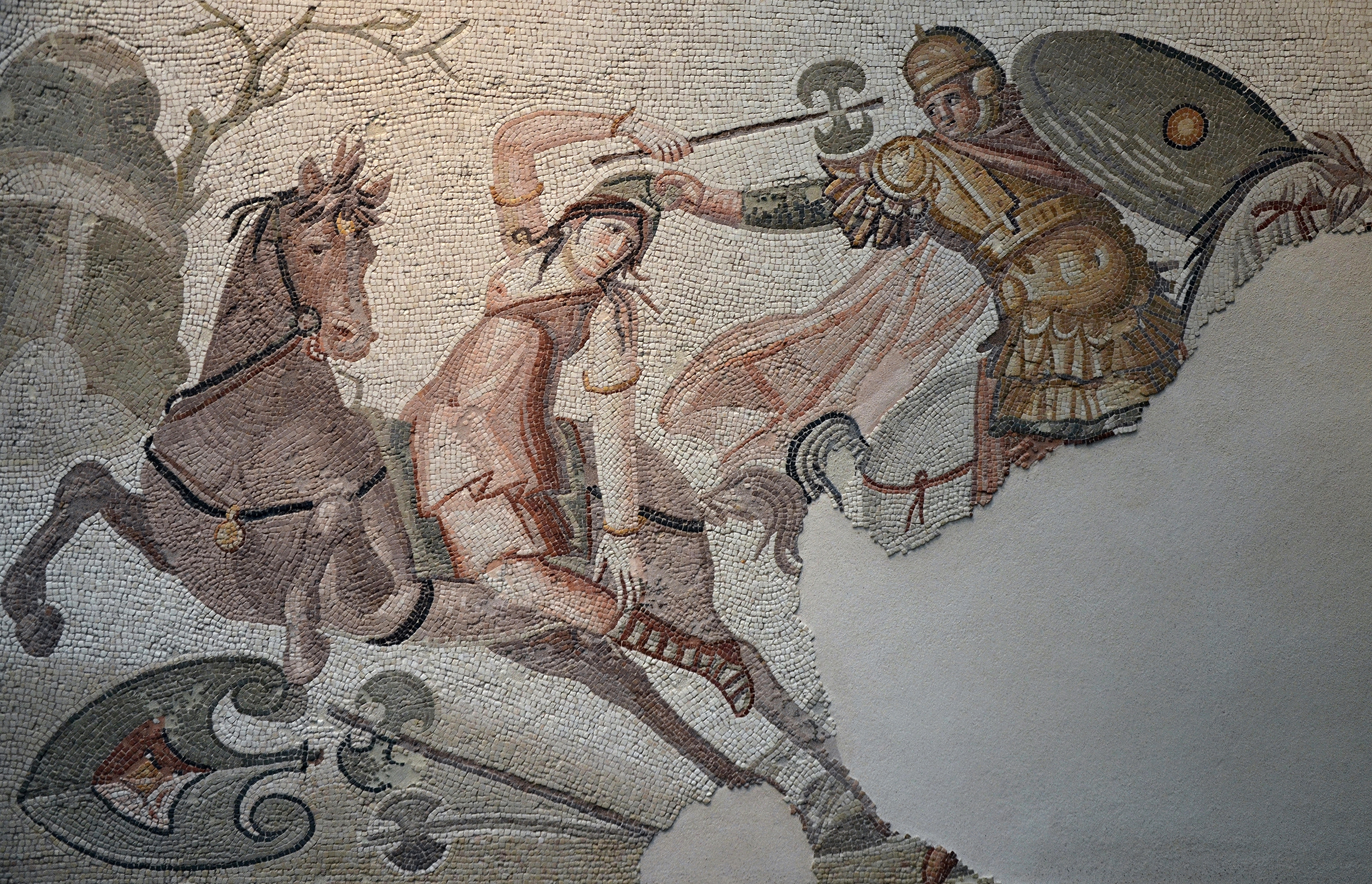
Mosaïque de l'Amazonomachie, musée du Louvre, v. 350-400.
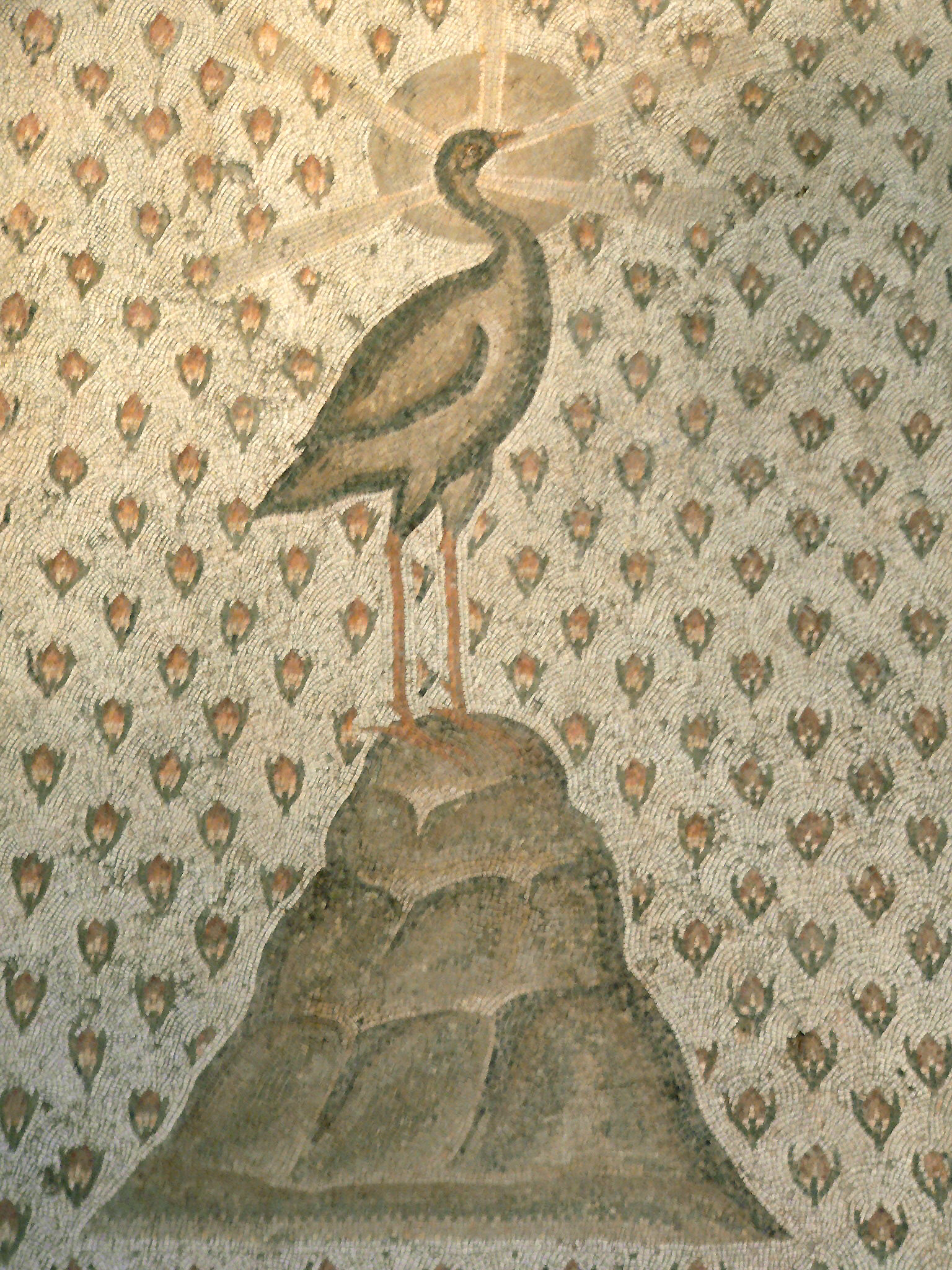
Mosaïque du Phénix, musée du Louvre, v. 350-400.
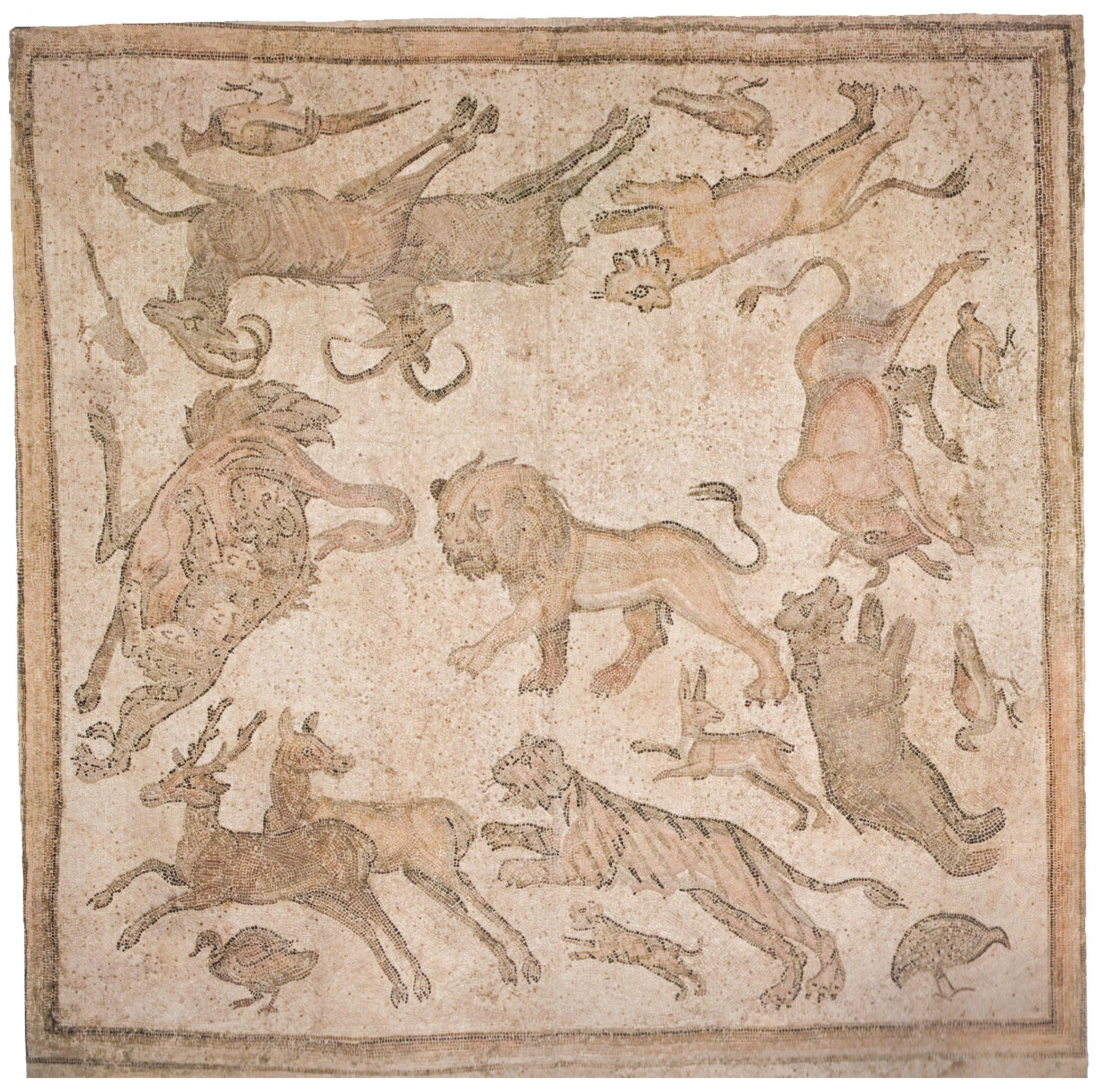
Mosaïque des fauves, musée de Honolulu, v. 450-520.